# Haliotis rufescens
Haliotis rufescens (em inglês red abalone) é uma espécie de molusco gastrópode marinho pertencente à família Haliotidae. Foi classificada por Swainson, em 1822. É nativa do nordeste do oceano Pacífico, em águas rasas da costa oeste da América do Norte.
Abalones têm sido utilizados nesta área desde que o Homem chegou. Os americanos nativos comiam a carne de abalone, utilizando conchas inteiras como tigelas e pedaços de conchas para uso em anzóis, raspadores, miçangas, colares e decorações; até mesmo fazendo permutas com as conchas. Sete espécies são descritas na região: Haliotis corrugata, H. cracherodii, H. fulgens, H. kamtschatkana, H. rufescens, H. sorenseni e H. walallensis.

## Descrição da concha
Concha oval e relativamente plana, com até 30 centímetros e de coloração vermelho-tijolo, sendo a maior espécie em sua área de ocorrência. Seu exterior é áspero, com irregulares estrias espirais e grossas linhas de crescimento radiais, por vezes tornando sua superfície ondulada. Os furos abertos em sua superfície, geralmente de 3 a 4, são ligeiramente elevados e ovais. Região interna da concha madreperolada, iridescente, com tons predominantes de verde e azul. Lábio externo se estendendo sobre a superfície interna, normalmente formando uma borda vermelha estreita, dando à espécie o seu nome popular. A concha desta espécie, em vida, pode ser recoberta por outros animais marinhos, como cracas e poliquetos; ser roída ou escavada, em indivíduos adultos.

## Distribuição geográfica
Haliotis rufescens ocorre em águas rasas, desde a zona entremarés até profundidades de cerca de 150 metros, mas geralmente entre 5 e 15 metros, em áreas rochosas do nordeste do oceano Pacífico, de Sunset Bay, no Oregon (Estados Unidos), até Bahía Tortugas, na península da Baixa Califórnia (no oeste do México); nas ilhas Farallon e nas ilhas do canal da Califórnia. Mais de 800 indivíduos foram transportados pelo "Department of Fish and Game", em 1956, para a ilha de Santa Catalina. Em 1958, cerca de 300 indivíduos foram transportados para Washington, onde foram colocados nas proximidades do estreito de Juan de Fuca. Agora também ocorre na costa chilena.

## Pesca e conservação
Esta foi a principal espécie comercialmente pescada para a indústria de alimentos e joalheria nos Estados Unidos, agora protegida. É também a espécie sobre a qual a maior parte do interesse em aquicultura marinha esteve focado, tanto por grupos públicos quanto por privados; tendo a sua cultura introduzida no Chile no ano de 1977. O molusco também é afetado pela síndrome causada por uma bactéria denominada Candidatus Xenohaliotis californiensis, além de ser hospedeiro do pequeno gastrópode Pyramidellidae ectoparasita Odostomia tenuisculpta Carpenter, 1864 (ex Evalea tenuisculpta).

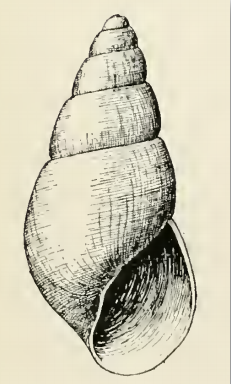
Desenho de Odostomia tenuisculpta Carpenter, 1864, um ectoparasita de H. rufescens.